# Shepton Mallet
Shepton Mallet este un oraș în comitatul Somerset, regiunea South West, Anglia. Orașul se află în districtul Mendip a cărui reședință este.